# Helena Horká
Helena Horká (15 de junio de 1981) es una voleibolista profesional checa que juega como opuesto.

## Palmarés

### Clubes
Campeonato de la República Checa:
- 2002, 2003, 2012, 2018
- 2000, 2001, 2019

Copa de la República Checa:
- 2001, 2002, 2003, 2012, 2018

Copa de Suiza:
- 2004

Campeonato de Suiza:
- 2004

Campeonato de Grecia:
- 2006, 2007

Supercopa de Polonia:
- 2007

Campeonato de Polonia:
- 2010
- 2009
- 2008

Copa de Polonia:
- 2009